# Мартынова, Валентина Григорьевна
Валентина Григорьевна Мартынова (род. 19 мая 1942 года, СССР) — российский политический деятель, депутат Государственной Думы ФС РФ первого созыва (1993—1995).

## Биография
Получила высшее образование в Первом Московском медицинском институте им. И. М. Сеченова. Работала на государственном предприятии «Фармимекс» заместителем генерального директора.
В 1993 году избрана депутатом Государственной думы Федерального Собрания Российской Федерации первого созыва. В Государственной думе была членом комитета по охране здоровья, входила во фракцию «Женщины России».

## Законотворческая деятельность
За время исполнения полномочий депутата Государственной думы I созыва выступила соавтором закона «О выплате пенсии за выслугу лет работникам здравоохранения, занятым лечебной и иной работой по охране здоровья населения в сельской местности».